# Sasso Bianco
Il Sasso Bianco (in dialetto piemontese sass bianc) è una cima delle Dolomiti, catena montuosa patrimonio dell'UNESCO. Si trova nella provincia di Belluno, in Veneto.

## Geografia fisica
Il Sasso Bianco è una cima del Gruppo della Marmolada con un’elevazione di 2407 metri s.l.m.. Il Sasso Bianco rientra nel Sistema Dolomiti UNESCO numero 2, il sottogruppo della Catena dell’Auta nel gruppo della Marmolada. È la cima più orientale del sottogruppo dell’Auta, estrema propaggine che divide la Val Pettorina dalla Val Cordevole. Forcella S-ciota (o S-ciouta), attraversata dal Sentiero CAI 623, divide il Sasso Bianco dal vicino Piz Zorlet.
Il rilievo è attraversato da una fitta rete di sentieri.